# Forze armate sudanesi
Le Forze armate sudanesi (in arabo القوات المسلحة السودانية‎?, Al-Quwwat al-Musallaha as-Sudaniyah) sono le forze armate del Sudan. Secondo un rapporto dell'Istituto Internazionale per gli studi strategici nel 2011, l'esercito sudanese contava 109.300 soldati. Questo rapporto contiene le forze di terra, quelle di difesa popolare, quelle della marina e l'Aeronautica militare.
Le forze armate sudanesi precedentemente avevano collaborato con il loro nemico (Esercito popolare di liberazione del Sudan) e successivamente lo hanno integrato al loro interno. Le forze operano secondo l'autorità della legge delle forze armate popolari del 1986. Nel 1991, la Biblioteca del Congresso, ha usato il termine di "Forze armate popolari del Sudan" per riferirsi a loro, ma negli anni 2000, la denominazione di "Forze armate sudanesi" prevalse. 
Nel 2004, la divisione della ricerca federale statunitense della Biblioteca del Congresso ha stimato che le forze della difesa popolare e l'ala militare del Fronte Nazionale Islamico consistevano in 10.000 unità, con 85.000 truppe di riserva. Le forze di difesa popolare sono state schierate a fianco alle truppe dell'esercito regolare contro le varie forze ribelli. Le forze armate sudanesi ricevono la maggior parte del loro equipaggiamento dalla Cina e dalla Russia. Il Sudan possiede anche una sua compagnia di produzione militare chiamata "Società dell'Industria Militare".